# Paul Lill
Paul-Adolf Lill (Condado de Jõgeva, 25 de enero de 1882-Ekaterimburgo, 13 de marzo de 1942) fue un oficial militar estonio que fue ministro de Guerra de su país. Sirvió en el Ejército Imperial Ruso, participando en la guerra ruso-japonesa y en la Primera Guerra Mundial. Lill se unió al Ejército de Estonia durante la guerra de Independencia de Estonia de 1918-1920 y ocupó importantes puestos en el personal. Después de la guerra, continuó el servicio militar, ocupando los puestos de jefe de Estado Mayor de las Fuerzas de Defensa de Estonia, Subsecretario del ministro de Guerra, y de 1933 a 1939 ministro de Guerra, alcanzando el rango de teniente general. Con el inicio de la ocupación soviética como parte de la ocupación de las repúblicas bálticas, fue arrestado por la NKVD en 1941 y murió en prisión al año siguiente.

## Biografía
Paul Lill nació el 25 de enero de 1882 en una familia de molineros en la granja Veski en el municipio de Roobe (ahora parte del municipio de Tõrva ), Estonia, entonces parte de la Gobernación de Livonia del Imperio ruso. Estudió de 1891 a 1892 en Jõgeveste y de 1892 a 1894 en las escuelas municipio de Helme, y de 1894 a 1899 en la escuela de la ciudad de Valga.
En 1900, Lill se unió voluntariamente al Ejército Imperial Ruso y estudió de 1901 a 1904 en la Escuela Militar de Vilnius, donde conoció a Johan Laidoner, el futuro Comandante en Jefe de las Fuerzas Armadas de Estonia. En 1905, Lill participó en guerra ruso-japonesa como oficial subalterno en el 6.º Regimiento de Fusileros. En 1907 fue ascendido al grado de teniente. De 1908 a 1911, Lill estudió en la Academia Militar Imperial Nicolás en San Petersburgo. Después de graduarse, fue ascendido a capitán de personal y sirvió en el personal del distrito militar de Odesa. Habiendo alcanzado el rango de capitán en 1914, Lill participó en la Primera Guerra Mundial como comandante de la 11.ª compañía del 95.º Regimiento de Infantería, y recibió la Orden de Santa Ana y la Orden de San Estanislao. En octubre de 1914 fue capturado en Prusia Oriental por el Ejército Imperial Alemán y fue retenido como prisionero de guerra hasta su liberación en diciembre de 1918.
Después de su liberación, Lill se unió al Ejército de Estonia que participó en la guerra de Independencia de Estonia y se convirtió en Jefe de la Sección de Operaciones del Estado Mayor de Operaciones el 18 de diciembre de 1918. En febrero de 1919 se convirtió en Jefe de Agencia Administrativa temporal y en mayo permanente. En abril, Lill fue ascendido al rango de teniente coronel, y en octubre al rango de coronel, convirtiéndose también en miembro del Consejo de Guerra y comandante de las Fuerzas de Reserva. Por su servicio durante la Guerra de la Independencia, Paul Lill recibió la Cruz de la Libertad de Estonia y la Orden de Lāčplēsis de Letonia, así como una granja y 300 000 marcos.
Después de la guerra, Lill continuó el servicio militar, convirtiéndose inicialmente en interino y, desde octubre de 1920, en jefe de Estado Mayor permanente de las Fuerzas de Defensa. En diciembre de 1921 fue ascendido al rango de mayor general y se convirtió en miembro del Consejo de Guerra. En enero de 1925, Lill se convirtió en subsecretario del ministro de Guerra, cargo que ocupó durante los siguientes 9 años. En 1933 fue nombrado ministro de Defensa (desde 1937 titulado nuevamente ministro de Guerra). En enero de 1938, Lill se convirtió en miembro del Consejo de Defensa Nacional y en febrero fue ascendido al rango de teniente general, convirtiéndose en el tercer oficial estonio en alcanzar el rango. Durante su servicio como ministro de Guerra, Lill también tuvo que cumplir temporalmente y en repetidas ocasiones los deberes de ministro del Interior y ministro de Carreteras. El 12 de octubre de 1939, renunció como ministro de Guerra, citando condiciones inaceptables del Tratado de Bases con la Unión Soviética.
Lill fue presidente del club deportivo SK Tallinna Sport y miembro de Korporatsioon Sakala, el Consejo de Decoraciones del Estado, el Consejo Conmemorativo de la Guerra de la Independencia, la Sociedad de los Hermanos de la Cruz de la Libertad y la Sociedad Mulgi.
En octubre de 1940, las autoridades de ocupación soviéticas revocaron la pensión de jubilación de Lill y en diciembre lo desalojaron de su apartamento en la llamada «casa del general» en la calle Gonsiori. Posteriormente completó un curso de contabilidad y trató de encontrar un trabajo. El 14 de junio de 1941 fue arrestado por la NKVD y deportado a Rusia junto con su hermana Olga. Paul Lill murió en un campo de prisioneros en el Óblast de Sverdlovsk el 13 de mayo de 1942; se desconoce su lugar de entierro.

## Honores
Por su servicio en la guerra de Independencia de Estonia, Lill recibió la Cruz de la Libertad de 1.er grado de 2.da clase y la Orden de Lāčplēsis de Letonia de 2.da clase. El servicio en la Primera Guerra Mundial fue recompensado con la Orden de Santa Ana rusa de 3.ra clase y la Orden de San Estanislao de 3.ra clase. En tiempo de paz recibió la Orden de la Cruz del Águila de primera clase y la Orden de la Cruz Roja de Estonia de segunda clase. Los premios extranjeros de Lill incluyeron Gran Cruz de la Orden de la Rosa Blanca de Finlandia, Oficial de la Legión de Honor francesa,la Cruz del Valor polaca, y órdenes checoslovacas y húngaras. En 1991 se descubrió una placa conmemorativa en la pared de su casa natal.